# Pietro de Giorgi
Pietro de Giorgi (Pavia, ... – Genova, 1436) è stato un vescovo cattolico italiano.

## Biografia
Pietro de Giorgi nacque da una nobile famiglia pavese e intraprese la strada ecclesiastica sin dalla gioventù. Laureatosi in diritto civile, venne nominato da papa Bonifacio IX il 30 marzo 1394 alla carica di vescovo di Tortona, dalla quale venne trasferito ad opera di papa Giovanni XXIII il 15 febbraio 1413 alla cattedra novarese.
Per i meriti acquisiti, venne nominato da papa Martino V, il 4 novembre 1429, arcivescovo di Genova, dove lì morì nel 1436.